# Aimé Jacques Alexandre Bonpland

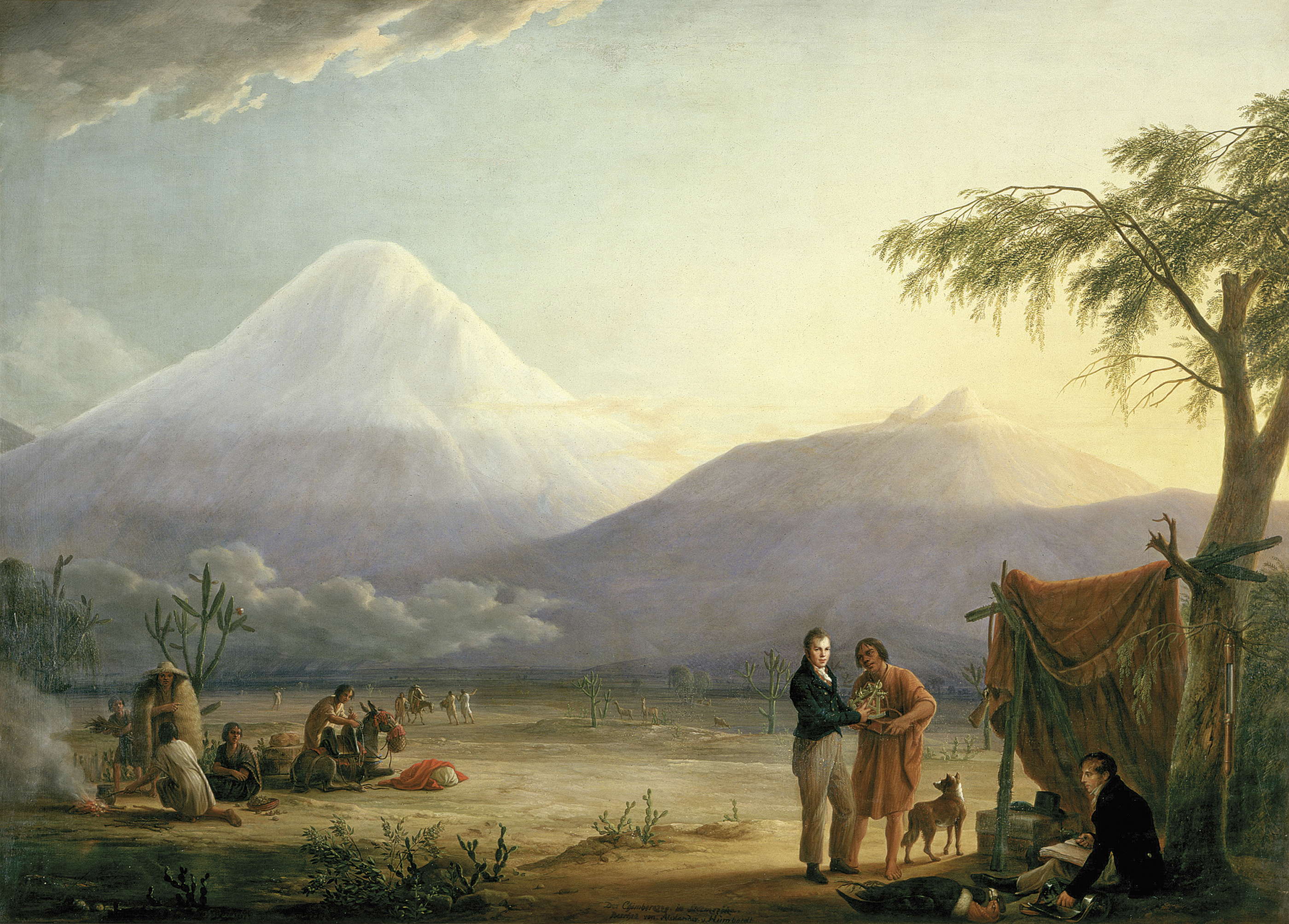
Humboldt a Bonpland na úpatí ekvádorské sopky Chimborazo

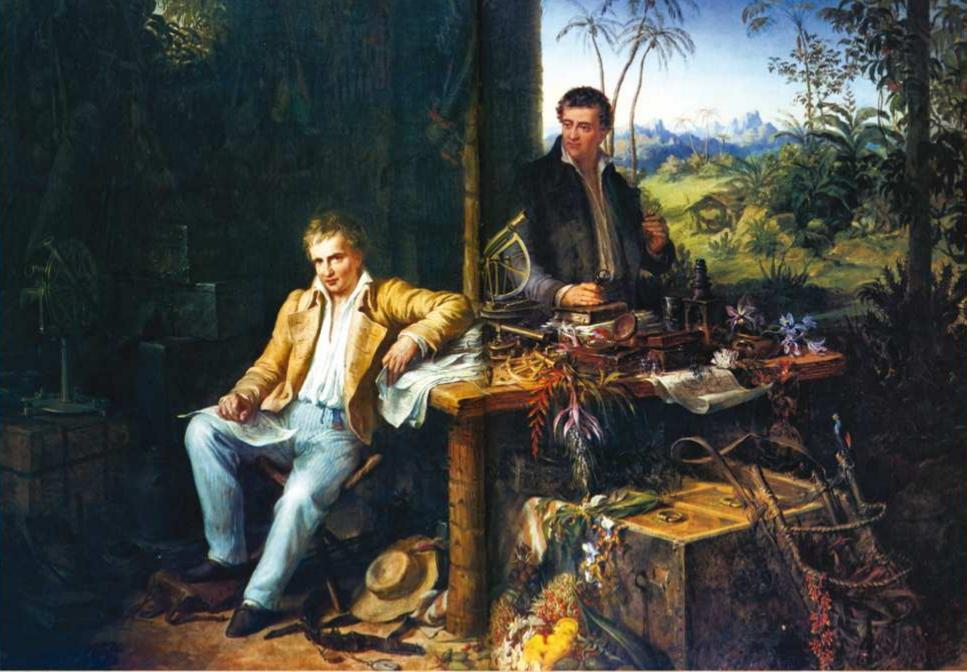
Humboldt a Bonpland v amazonském pralese

Aimé Jacques Alexandre Bonpland (29. srpna 1773 La Rochelle, Francie – 11. května 1858 Paso de los Libres, Argentina) byl francouzský cestovatel, lékař a botanik, který v letech 1799–1804 cestoval s Alexandrem von Humboldtem po Latinské Americe. Je spoluautorem knih o vědeckých výsledcích jejich výpravy.

## Životopis
Narodil se jako Aimé Jacques Alexandre Goujaud ve francouzském La Rochelle v rodině lékaře. Kolem roku 1790 přijel za bratrem Michaelem do Paříže, kde oba studovali medicínu. Od roku 1791 navštěvovali přednášky v pařížském Národním přírodovědném muzeu. Mezi jejich učitele patřili přírodovědci Jean-Baptiste Lamarck, Antoine Laurent de Jussieu a René Louiche Desfontaines. Aimé studoval ještě u Jean-Nicolase Corvisarta, a možná navštěvoval i přednášky chirurga Pierre-Josepha Desaulta (1738–1795) v nemocnici Hôtel-Dieu. Během této doby se zřejmě spřátelil se spolustudentem Xavierem Bichatem.
V období zmatků Velké francouzské revoluce a revolučních válek sloužil Bonpland jako chirurg v revoluční armádě nebo u námořnictva.
Poté, co se v díky Jean-Nicolasi Corvisartovi spřátelil s Alexandrem von Humboldtem, doprovázel jej na jeho pět let trvající cestě na po Kanárských ostrovech, Venezuele, Kubě, Kolumbii, Ekvádoru, Peru, Mexiku a Spojených státech a po Orinocké nížině a Amazonii. Během této výpravy sbíral a zatřídil asi 60 000 rostlin, z nichž řada byla do té doby v Evropě neznámá. Popis těchto nálezů vyšel v letech 1808–1816 ve dvou svazcích pod názvem Rovníkové rostlinstvo (Plantes equinoxiales).
Po návratu do Paříže mu Napoleon přiznal roční penzi 3000 franků jako odměnu za množství vzorků, jež daroval pařížskému Národnímu přírodovědnému muzeu. Císařovna Josefína Bonplanda jmenovala správcem zahrad na zámku v Rueil-Malmaison, kde se zahradníci věnovali mnoha semenům, jež přivezl z Ameriky.  V roce 1813 vydal spis Popis vzácných rostlin pěstovaných v Malmaisonu a v Navaře (Description des plantes rares cultivées à Malmaison et à Navarre) doprovázený 64 mědiryty. V té době se rovněž seznámil s chemikem a fyzikem Josephem Louisem Gay-Lussakem, matematikem, fyzikem a astronomem Françoisem Aragem a s dalšími významnými francouzskými vědci. Po podepsání smlouvy z Fontainebleau a Napoleonově odchodu do vyhnanství na Elbu již Bonpland nechtěl pobývat v Evropě. Proto se v roce 1816 vydal do Buenos Aires, kde byl jmenován profesorem přírodních věd, a vzal s sebou semena různých evropských rostlin. Záhy však své místo opustil, aby mohl zkoumat jihoamerické vnitrozemí.
V roce 1821 založil v Santa Aně v provincii Misiones na severovýchodě Argentiny kolonii s velkou plantáží , kde se hodlal věnovat pěstování cesmíny paraguayské a prodeji jejích sušených a drcených listů, z nichž se připravuje nápoj maté. Kolonie ležela v oblasti, na kterou si činila nárok jak Argentina, tak sousední Paraguay. Navíc paraguayský diktátor José Gaspar Rodríguez de Francia se „obával, že Bonplandův úspěch při produkci maté ohrozí jeho vlastní snahu získat v tomto podnikání monopol“. Paraguayští vojáci proto na jeho příkaz plantáž 8. prosince 1821 zničili, indiánské dělníky vyhnali a Bonplanda uvěznili na 8 let jako špióna ve městě Santa María. Během svého věznění se oženil a měl několik dětí. Dostal svolení k volnému pohybu po městě a působil jako lékař místních chudých a zdejší vojenské posádky.
Bonpland byl propuštěn v roce 1829 a roku 1831 se vrátil do Argentiny, kde se usadil v městečku San Borja v provincii Corrientes. Tam se v 58 letech znovu oženil a opět se začal věnovat produkci maté. V roce 1853 se vrátil do Santa Any, kde šlechtil pomerančovníky, které tam zasadil. Od provinční vlády v Corrientes obdržel usedlost v ceně 10 000 piastrů jako vyjádření díků za práci, kterou pro provincii udělal. Městečko, jež se kolem ní rozrostlo, nese dnes na jeho počest jméno Bonpland. Stejné jméno nese i městečko, jež leží v provincii Misiones na jih od Santa Any.
Aimé Jacques Alexandre Bonpland zemřel ve věku 84 let v Paso de los Libres v provincii Corrientes, aniž se kdy vrátil do Francie a setkal se se svým „skvělým přítelem“ Alexandrem von Humboldtem.
Standardní botanická zkratka Aimého Jacqua Alexandra Bonplanda v autoritních údajích u vědeckých jmen botanických taxonů je Bonpl.
Pro označení botanické trojice Alexander von Humboldt, Aimé Bonpland a Carl Sigismund Kunth se v autoritních údajích u vědeckých jmen botanických taxonů standardně používá zkratka H.B.K.

## Dílo
- Essai sur la géographie des plantes (Pojednání o zeměpisu rostlinstva, Paříž 1805) – společně s Alexandrem von Humboldtem
- Recueil d'observations de zoologie et d'anatomie comparée (Výbor ze zoologických a komparativně anatomických pozorování, Paříž 1811) – společně s Alexandrem von Humboldtem
- Description des plantes rares cultivées à Malmaison et à Navarre (Popis vzácných rostlin pěstovaných v Malmaisonu a v Navaře, Paříž 1813)
- Nova genera et species plantarum (Nové rody a druhy rostlin, svazek 1., Paříž 1815) – společně s Alexandrem von Humboldtem a Carlem Sigismundem Kunthem
- Monographie des Melastomacées comprenant toutes les plantes de cet ordre y compris les Rhexies (Monografie melastomovitých zahrnující všechny rostliny tohoto řádu včetně kotevnic, svazek 1., Paříž 1816)
- Nova genera et species plantarum (Nové rody a druhy rostlin, svazek 2., Paříž 1817) – společně s Alexandrem von Humboldtem a Carlem Sigismundem Kunthem
- Nova genera et species plantarum (Nové rody a druhy rostlin, svazek 3., Paříž 1818) – společně s Alexandrem von Humboldtem a Carlem Sigismundem Kunthem
- Nova genera et species plantarum (Nové rody a druhy rostlin, svazek 4., Paříž 1820) – společně s Alexandrem von Humboldtem a Carlem Sigismundem Kunthem
- Nova genera et species plantarum (Nové rody a druhy rostlin, svazek 5., Paříž 1821) – společně s Alexandrem von Humboldtem a Carlem Sigismundem Kunthem
- Nova genera et species plantarum (Nové rody a druhy rostlin, svazek 6., Paříž 1823) – společně s Alexandrem von Humboldtem a Carlem Sigismundem Kunthem
- Monographie des Melastomacées comprenant toutes les plantes de cet ordre y compris les Rhexies (Monografie melastomovitých zahrnující všechny rostliny tohoto řádu včetně kotevnic, svazek 2., Paříž 1823)
- Nova genera et species plantarum (Nové rody a druhy rostlin, svazek 7., Paříž 1825) – společně s Alexandrem von Humboldtem a Carlem Sigismundem Kunthem